# Pose (3.ª temporada)
A terceira e última temporada da série de televisão estadunidense Pose foi encomendada em 17 de junho de 2019 pelo FX, estreou em 2 de maio de 2021 e foi finalizada em 6 de junho de 2021, contando com 8 episódios. A temporada foi produzida pela 20th Television e FX Productions em associação com a Brad Falchuk Teley-Vision, Color Force e Ryan Murphy Television. A temporada foi ao ar às noites de domingo às 22h00, horário do leste dos EUA.
A terceira temporada estrela Michaela Jaé Rodriguez como Blanca Rodriguez-Evangelista, Billy Porter como Pray Tell, Dominique Jackson como Elektra Wintour, Indya Moore como Angel Evangelista, Ryan Jamaal Swain como Damon Richards-Evangelista, Hailie Sahar como Lulu Ferocity, Angel Bismark Curiel como Esteban "Lil Papi" Martinez-Evangelista, Dyllón Burnside como Ricky Wintour, Sandra Bernhard como Judy Kubrak e Jason A. Rodríguez como Lemar Khan.
A estreia de duas horas da temporada foi assistida por uma média de 434 mil espectadores, sendo 498 mil na primeira hora e 370 mil na segunda, e teve uma classificação de 0.1 no grupo demográfico de 18 a 49 anos. A terceira temporada de Pose recebeu críticas geralmente positivas dos críticos, recebendo o selo Certified Fresh do site agregador de críticas Rotten Tomatoes além de receber inúmeras indicações a prêmios, incluindo o Emmy de Melhor Série Dramática, o Emmy de Melhor Ator em Série Dramática, de Billy Porter, e o Emmy de Melhor Atriz em Série Dramática, de Michaela Jaé Rodriguez.

## Enredo
O ano é 1994 e o salão de baile é uma "memória distante" para Blanca, que está lutando "para equilibrar ser mãe com ser uma parceira atual de seu novo amor e seu último papel como auxiliar de enfermagem".  Em outro lugar, Pray Tell está lidando com "cargas de saúde inesperadas", enquanto, na cena dos bailes, uma "nova casa viciosa força membros da Casa Evangelista a lutar com seu legado".

## Elenco e personagens
| - Michaela Jaé Rodriguez como Blanca Rodriguez-Evangelista - Billy Porter como Pray Tell - Dominique Jackson como Elektra Wintour - Indya Moore como Angel Evangelista - Ryan Jamaal Swain como Damon Richards-Evangelista - Hailie Sahar como Lulu Ferocity - Angel Bismark Curiel como Esteban "Lil Papi" Martinez-Evangelista - Dyllón Burnside como Ricky Wintour - Sandra Bernhard como Judy Kubrak - Jason A. Rodríguez como Lemar Khan | - Jeremy McClain como Cubby Wintour - Leiomy Maldonado como Florida Ferocity - Jack Mizrahi como Jack Mizrahi - Jeremy Pope como Christopher - Angelica Ross como Candy - Jackee Harry como Tia Jada - Janet Hubert como Tia Latrice |

Nota
1. ↑  Apenas primeiro episódio

## Episódios
| N.º na série | N.º na temp. | Título                               | Dirigido por  | Escrito por                                                       | Exibição original  | Audiência (milhões) |
| --- | ------------ | ------------------------------------ | ------------- | ----------------------------------------------------------------- | ------------------ | ------------------- |
| 19 | 1            | "On the Run"                         | Janet Mock    | Steven Canals & Janet Mock                                        | 2 de maio de 2021  | 0.498               |
| O ano agora é 1994. O recém-eleito prefeito de Nova York, Rudy Giuliani, reprimiu o trabalho sexual na cidade, forçando Elektra a deixar o Hellfire Club. Lemar se tornou o pai da casa gananciosa e faminta, a Casa Khan. Blanca faz malabarismos como auxiliar de enfermagem e namora Christopher, um médico que trabalha no mesmo hospital. A agência de talentos de Papi está prosperando, enquanto a carreira de modelo de Angel estagnou. A Casa Evangelista (incluindo Elektra e Lulu) se reúne para assistir cobertura ao vivo da perseguição em baixa velocidade de OJ Simpson (na qual eles compartilham opiniões diferenciadas) e falar da morte de Cubby após sua batalha contra a AIDS. Esses eventos incentivam Blanca a reformar mais uma vez a Casa Evangelista. No Baile do Solstício de Verão, eles enfrentam a Casa de Khan e vencem. |              |                                      |               |                                                                   |                    |                     |
| 20 | 2            | "Intervention"                       | Steven Canals | Steven Canals & Our Lady J                                        | 2 de maio de 2021  | 0.370               |
| Blanca faz uma intervenção quando o alcoolismo do Pray Tell leva às consequências esperadas, incluindo Ricky deixando-o. Damon recai no alcoolismo, fazendo com que ele se mude para a casa de seu primo na Carolina do Sul. Blanca nervosamente se prepara para conhecer os pais de Christopher, e sua mãe não é muito amigável com ela depois do encontro. Pray Tell primeiro se recusa a ir para a reabilitação, mas depois cede. Angel decide se livrar do vício do crack. |              |                                      |               |                                                                   |                    |                     |
| 21 | 3            | "The Trunk"                          | Tina Mabry    | Janet Mock & Brad Falchuk                                         | 9 de maio de 2021  | 0.394               |
| Elektra, agora administrando um negócio legítimo de sexo por telefone, é injustamente presa pela polícia em um esforço para descobrir e prender quaisquer financistas ricos e de alto status de sua empresa. Elektra pede a Blanca que removesse o baú contendo os restos mortais de seu cliente (Temporada 2, Episódio 3) de sua casa antes que a polícia descobrisse. Blanca o guarda em seu apartamento com a ajuda de Lil Papi e Ricky. Christopher vai ao apartamento de Blanca e descobre o corpo, mas concorda em ajudar a eliminá-lo. Um flashback de 1974 mostra Elektra trabalhando nos cais à noite antes de voltar para casa pela manhã, sendo expulsa da casa de sua mãe, enquanto um flashback de 1983 mostra Elektra levando Cubby, Lemar e Angel para a Casa Abundance, ao lado de seus filhos existentes, Blanca, Candy e Lulu. |              |                                      |               |                                                                   |                    |                     |
| 22 | 4            | "Take Me To Church"                  | Janet Mock    | Janet Mock, Steven Canals & Brad Falchuk                          | 16 de maio de 2021 | 0.404               |
| Depois de receber um diagnóstico terminal de linfoma intratável, Pray Tell visita sua cidade natal para informar sua família e amigos, que ele deixou há 20 anos. Pray Tell enfrenta reações difíceis: sua mãe lamenta, já que ela sabia que ele contrairia AIDS quando ele se assumiu para ela; sua tia Latrice, agora diretora do coro da igreja local, ora por sua alma; tia Jada promete apoiá-lo. Pray Tell encontra seu ex-namorado do colégio Vernon Jackson, que agora se tornou pastor e se casou com a melhor amiga do colégio de Pray Tell, Ebony, que sabe que ele é gay. Pray Tell é convidado para jantar na casa deles, e Ebony confidencia que acha o casamento deles difícil e doloroso. Vernon e Pray Tell vão dar um passeio, onde se beijam, e Vernon promete que vai deixar sua esposa e família por ele. Em casa, a mãe de Pray Tell expressa pesar por ter falhado com o filho, e os dois se reconciliam. Depois de se apresentar na igreja, Pray Tell se reconcilia com tia Jada, que lhe dá formulários para garantir que a procuração passe para ela, prometendo que ela fará tudo o que puder para cumprir seus últimos desejos. Partindo para Nova York sozinho, Pray Tell tem visões de seu eu mais jovem na calçada com Vernon. |              |                                      |               |                                                                   |                    |                     |
| 23 | 5            | "Something Borrowed, Something Blue" | Steven Canals | Brad Falchuk & Steven Canals                                      | 23 de maio de 2021 | 0.360               |
| Elektra franquia seu negócio de sexo por telefone com a ajuda da máfia americana e se mudou para um apartamento grande e caro. Lil Papi e Angel decidem sobre uma pequena e íntima data de casamento; no entanto, Elektra decide financiar seu casamento, transformando-o em um casamento muito maior e grandioso, para a desaprovação inicial de Lil Papi. Lil Papi descobre que tem um filho amoroso chamado Beto de um relacionamento anterior. Depois de ser interrompida e recusada a compra pelo proprietário de uma loja de roupas de noiva cara, Elektra incumbe seus associados da Máfia para roubar todos os vestidos para mandar uma mensagem, antes de convidar todas as meninas do salão para a despedida de solteira de Angel e dar a cada uma delas um vestido. Voltando da despedida de solteira, Lil Papi conta a Angel sobre Beto e que quer que ele more com eles; perturbada, Angel sai. |              |                                      |               |                                                                   |                    |                     |
| 24 | 6            | "Something Old, Something New"       | Janet Mock    | Janet Mock                                                        | 30 de maio de 2021 | 0.434               |
| Lil Papi começa a cuidar de Beto e admite a Ricky que se ele tiver que criá-lo como pai solteiro, ele o fará. Angel, agora morando separada, ameaça cancelar o casamento, mas é convencida por Blanca a tentar superar seus sentimentos. Angel visita seu pai distante, de quem ela fugiu, mas para quem tem enviado dinheiro desde a separação; ela o informa que está noiva e tenta se reconciliar com ele, mas não consegue. Angel percebe que ainda quer estar com Lil Papi e retorna, concordando em viver em família com ele e Beto. Antes que Angel e Papi obtenham a certidão de casamento, a ansiedade de Angel sobre sua licença aumenta, temendo que, com seu passaporte ainda mostrando o sexo errado, ela será pontuada e recusada; no entanto, eles obtêm a licença de casamento sem problemas, e o casamento prossegue sem problemas. |              |                                      |               |                                                                   |                    |                     |
| 25 26 | 7 8          | "Series Finale"                      | Steven Canals | Ryan Murphy, Brad Falchuk, Steven Canals, Janet Mock & Our Lady J | 6 de junho de 2021 | 0.530 0.485         |
| Blanca ainda trabalha como auxiliar de enfermagem e está se preparando para se tornar enfermeira no hospital. Pray Tell se interna sem contar a ninguém, por ter recebido um diagnóstico de pneumonia e ser informado de que seu sistema imunológico está fraco demais para combatê-lo desta vez. Ele reflete que Blanca é positiva há sete anos e nunca enfrentou problemas de saúde recorrentes, e ele enfrentou pneumonia, cegueira crescente em um olho e linfoma; os dois concordam em terminar juntos seu painel para a colcha do memorial da AIDS. No hospital, Blanca vê um de seus pacientes com HIV/AIDS melhorar significativamente depois de passar por um teste com o uso de coquetéis, e Christopher e Judy conseguem um espaço para Blanca e Pray Tell no teste, permitindo que Pray Tell se recupere. Pray Tell e Ricky se juntam a um coro de gays, onde os três membros originais sobreviventes se vestem de branco, e o restante se veste de preto, simbolizando aqueles que perderam para o HIV/AIDS. Mais tarde, quando é anunciado que não iria mais ser permitido que mais pessoas negras participassem do estudo com coquetéis, o ACT UP protesta, fazendo com que o custo dos medicamentos diminua. Pray Tell e Blanca apresentam "Ain't No Mountain High Enough" no Winter Fundraiser Ball juntos. No dia seguinte ao baile, Ricky o descobre morto em seu apartamento; no jantar com a Casa Evangelista, Ricky percebe que Pray Tell lhe deu a medicação experimental. A mãe de Pray Tell, Charlene, visita Blanca, agradecendo-a por ser uma mãe para ele e dando a ela metade das cinzas de Pray Tell e alguns medalhões em forma de coração para mantê-los dentro, de acordo com seus últimos desejos. ACT UP decide protestar jogando as cinzas de entes queridos que morreram de HIV/AIDS no gramado do prefeito. No apartamento de Pray Tell, Blanca entrega os medalhões e lê o que Pray Tell escreveu sobre sua extensa família de salão de baile. Ricky canta "The Man I Love" com o coro de gays, agora todos vestidos de preto. Em 1998, Blanca comemora tanto se tornar enfermeira quanto seu aniversário de quatro anos com Christopher. Blanca visita Judy no quarto andar do hospital - agora uma enfermaria para mães e bebês - e as duas relembram. Trabalhando no St. Vincent's, Blanca dá a uma paciente o diagnóstico de HIV e a convida para o próximo baile no sábado. Blanca encontra-se com Elektra, Lulu e Angel para almoçar; todas agora são bem-sucedidas e têm carreiras nas categorias que costumavam caminhar - modelo de passarela, empresária - com Blanca cuidando de novos filhos na casa. No baile, Blanca recebe o status de lendária de Elektra. Abordada por outra mãe do lado de fora, Blanca é questionada sobre como é possível continuar sem ganhar nada; Blanca responde que a razão para continuar é apoiar e erguer os filhos de uma casa. |              |                                      |               |                                                                   |                    |                     |

## Produção

### Desenvolvimento
Em 17 de junho de 2019, foi anunciado que o FX havia renovado a série para uma terceira temporada. Os criadores da série Ryan Murphy, Brad Falchuk e Steven Canals regressam como showrunners, enquanto que Erica Kay, Lou Eyrich e Tanase Popa desempenham o papel de produtores executivos. Em 25 de setembro de 2019, Billy Porter anunciou que dirigiria um episódio nesta temporada. Em 4 de março de 2020, Janet Mock anunciou que voltaria a dirigir um episódio nesta temporada. Em 5 de março de 2021, foi anunciado que esta temporada seria a última da série. O trailer foi lançado em 6 de abril de 2021.

### Casting
Os membros do elenco principal, Michaela Jaé Rodriguez como Blanca Evangelista, Billy Porter como Pray Tell, Dominique Jackson como Elektra Wintour, Indya Moore como Angel Evangelista, Ryan Jamaal Swain como Damon Evangelista, Dyllón Burnside como Ricky Wintour, Hailie Sahar como Lulu Ferocity, Angel Bismark Curiel como Lil Papi Evangelista e Sandra Bernhard como Judy Kubrak, regressam da temporada anterior.
Em abril de 2020, Jeremy Pope anunciou que havia se unido ao elenco recorrente para esta temporada, interpretando um personagem heterossexual. O co-criador Ryan Murphy disse sobre isso: "Estou muito interessado nele fazendo isso, dois sucessos; em Hollywood como um gay e Pose como um heterossexual." Sobre seu personagem, Pope disse "Ryan e eu tivemos uma conexão instantânea como criador e artista e o que eu apreciei foi que ele queria encontrar esse personagem junto [comigo]".

### Roteiro
Em entrevista, o co-criador Ryan Murphy disse que para esta temporada terá outro salto no tempo, dizendo que "a série terá um desfecho definitivo várias temporadas depois", também afirma que "a história vai parar uma vez que os personagens Cheguem a 1996, o ano em que a medicação para a AIDS finalmente se torna mais acessível às massas. Ele também disse que neste novo salto no tempo, haverá mais momentos inesperados que os espectadores terão que processar.

### Filmagens
As filmagens da terceira temporada começaram em Nova York em 4 de março de 2020. Nesse mesmo mês, a produção da temporada foi interrompida como resultado da pandemia de COVID-19, em sua conta no Instagram, Ryan Murphy compartilhou que eles deram seus suprimentos de adereços ao Hospital Mount Sinai para ajudar os médicos durante a luta contra a pandemia. A produção da temporada retornou em outubro. As filmagens da série se finalizaram em 19 de março de 2021.
De acordo com Steven Canals, ele diz que para esta temporada, haverá muitas mudanças no cenário, devido à pandemia de COVID-19, onde "coisas como beijar provavelmente serão esquecidas nesses momentos", no entanto, ele diz que "não será fácil implementar essas mudanças, porque a maioria das cenas de dança envolverá um grande número de pessoas", ele também menciona que "essas cenas têm de 125 a 150 atores ao fundo. Isso é complicado porque é uma parte muito importante e crítica de nosso programa e narrativa". Mencionando que nessas mudanças, "o erotismo e a intimidade ficarão em segundo plano considerando as normas vigentes", e que "as cenas de dança não terão um grande número de atores de fundo".

### Decisão pela temporada final
Em uma entrevista realizada pela Variety, Steven Canals, um dos co-criadores da série, declara que "se você assistir a esta temporada, e mais especificamente o final, isso era o que sempre foi planejado para ser", ele continua e diz que "se você voltar para a primeira temporada, tudo foi uma configuração para este capítulo final. As histórias têm um começo, meio e um fim, e esta temporada final foi o fim desta narrativa de três arcos que temos contado. ... Somos nós finalmente permitindo que nossos personagens explorem o que significa ter todas as coisas que eles claramente declararam na primeira temporada que eles queriam."
Embora Canals tenha notado que eles "certamente poderiam ter continuado a criar narrativa em torno desses personagens e deste mundo, e nós falamos sobre [isso] na sala de roteiristas", em última análise a razão pela qual a 3ª temporada é a última é porque, "para mim como um verdadeiro amante da televisão, uma das coisas que sempre me frustrou é quando estou sintonizando uma temporada de televisão e eu posso dizer que esta temporada parece apenas um preenchimento. A última coisa que eu queria fazer com o nosso público era criar narrativa simplesmente para criar narrativa, e sem nenhuma intenção real. Eu pude ver o final ... e fez sentido pousar o avião confortavelmente, se você quiser".

## Recepção

### Resposta crítica
A série foi recebida com uma resposta positiva dos críticos em sua temporada final. No site agregador de críticas Rotten Tomatoes, a série detém um índice de aprovação de 100% com uma classificação média de 7.70/10 com base em 25 avaliações. O consenso crítico do site diz: "Embora seja muito curta, a temporada final de Pose é uma celebração alegre e divertida da vida que você não pode perder." Metacritic, que usa uma média ponderada, atribuiu à série uma pontuação de 76 em 100 com base em 10 críticos, indicando "revisões geralmente favoráveis".
Para a estreia, Kayla Kumari Upadhyaya, do AV Club diz que "O salto no tempo realmente funciona a favor da série, avançando esses personagens para novas fases de suas vidas de uma maneira que transmite esperança, embora ainda reconheça que os mesmos problemas que eles lidaram em temporadas anteriores persistem."

### Audiência
| № | Título                               | Exibição original  | Rating/share (18–49) | Audiência (em milhões) | DVR (18–49) | Audiência em DVR (milhões) | Total (18–49) | Audiência total (em milhões) | Ref(s) |
| - | ------------------------------------ | ------------------ | -------------------- | ---------------------- | ----------- | -------------------------- | ------------- | ---------------------------- | ------ |
| 1 | "On the Run"                         | 2 de maio de 2021  | 0.1                  | 0.498                  | 0.1         | 0.367                      | 0.2           | 0.865                        | [ 27 ] |
| 2 | "Intervention"                       | 2 de maio de 2021  | 0.1                  | 0.370                  | —           | —                          | —             | —                            | —      |
| 3 | "The Trunk"                          | 9 de maio de 2021  | 0.1                  | 0.394                  | 0.1         | 0.416                      | 0.2           | 0.810                        | [ 28 ] |
| 4 | "Take Me To Church"                  | 16 de maio de 2021 | 0.1                  | 0.404                  | 0.1         | 0.399                      | 0.3           | 0.803                        | [ 8 ]  |
| 5 | "Something Borrowed, Something Blue" | 23 de maio de 2021 | 0.1                  | 0.360                  | —           | —                          | —             | —                            | —      |
| 6 | "Something Old, Something New"       | 30 de maio de 2021 | 0.1                  | 0.434                  | 0.2         | 0.582                      | 0.3           | 1.016                        | [ 10 ] |
| 7 | "Series Finale"                      | 6 de junho de 2021 | 0.2                  | 0.530                  | 0.1         | 0.292                      | 0.3           | 0.822                        | [ 11 ] |
| 8 | "Series Finale"                      | 6 de junho de 2021 | 0.2                  | 0.485                  | —           | —                          | —             | —                            | —      |

### Prêmios e indicações
| Ano  | Prêmio                                  | Categoria                                                       | Nomeado(a) | Resulto  | Ref.          |
| ---- | --------------------------------------- | --------------------------------------------------------------- | --- | -------- | ------------- |
| 2021 | Primetime Emmy Awards                   | Melhor série dramática                                          | Pose | Indicado | [ 29 ] [ 30 ] |
| 2021 | Primetime Emmy Awards                   | Melhor ator em série dramática                                  | Billy Porter | Indicado | [ 29 ] [ 30 ] |
| 2021 | Primetime Emmy Awards                   | Melhor atriz em série dramática                                 | Mj Rodriguez | Indicado | [ 29 ] [ 30 ] |
| 2021 | Primetime Emmy Awards                   | Melhor direção em série dramática                               | Steven Canals (por "Series Finale") | Indicado | [ 29 ] [ 30 ] |
| 2021 | Primetime Emmy Awards                   | Melhor roteiro em série dramática                               | Ryan Murphy, Brad Falchuk, Steven Canals, Janet Mock e Our Lady J (por "Series Finale")                                                      | Indicado | [ 29 ] [ 30 ] |
| 2021 | Primetime Creative Arts Emmy Awards     | Melhor trajes contemporâneos                                    | Analucia McGorty, Michelle Roy e Linda Giammarese (por "Series Finale")                                                                      | Venceu   | [ 29 ] [ 30 ] |
| 2021 | Primetime Creative Arts Emmy Awards     | Melhor penteado contemporâneo                                   | Barry Lee Moe, Timothy Harvey, Greg Bazemore, Tene Wilder, Lisa Thomas e Rob Harmon (por "Series Finale")                                    | Venceu   | [ 29 ] [ 30 ] |
| 2021 | Primetime Creative Arts Emmy Awards     | Melhor maquiagem contemporânea (não protética)                  | Sherri Berman Laurence, Nicky Pattison Illum, Charles Zambrano, Shaun Thomas Gibson, Jessica Padilla e Jennifer Suarez (por "Series Finale") | Venceu   | [ 29 ] [ 30 ] |
| 2021 | Primetime Creative Arts Emmy Awards     | Melhor maquiagem protética                                      | Thomas Denier Jr. (por "On the Run") | Indicado | [ 29 ] [ 30 ] |
| 2021 | Primetime Creative Arts Emmy Awards     | Melhor Série Curta de Não-ficção ou Reality                     | Pose: Identity, Family, Community. Ryan Murphy, Tanase Popa, Stephanie Gibbons, Kenna McCabe, Sally Daws e Iaian Smallwood                   | Indicado |               |
| 2021 | TCA Awards                              | Conquista em Série Dramática                                    | Pose | Indicado | [ 31 ]        |
| 2021 | TCA Awards                              | Conquista Individual em Série Dramática                         | Mj Rodriguez | Indicado | [ 31 ]        |
| 2021 | Hollywood Critics Association TV Awards | Melhor Série TV a Cabo, Drama                                   | Pose | Indicado | [ 32 ]        |
| 2021 | Hollywood Critics Association TV Awards | Melhor Ator de série em TV aberta ou a cabo, Drama              | Billy Porter | Venceu   | [ 32 ]        |
| 2021 | Hollywood Critics Association TV Awards | Melhor Atriz de série em TV aberta ou a cabo, Drama             | Mj Rodriguez | Venceu   | [ 32 ]        |
| 2021 | Hollywood Critics Association TV Awards | Melhor Ator coadjuvante de série em TV aberta ou a cabo, Drama  | Jason Rodriguez | Indicado | [ 32 ]        |
| 2021 | Hollywood Critics Association TV Awards | Melhor Atriz coadjuvante de série em TV aberta ou a cabo, Drama | Dominique Jackson | Indicado | [ 32 ]        |
| 2021 | Hollywood Critics Association TV Awards | Melhor Atriz coadjuvante de série em TV aberta ou a cabo, Drama | Indya Moore | Indicado | [ 32 ]        |